# Gostomie
Gostomie (dodatkowa nazwa w j. kaszub. Gòstómié; niem. Gostomie) – wieś kaszubska w Polsce na Pojezierzu Kaszubskim położona w województwie pomorskim, w powiecie kościerskim, w gminie Kościerzyna.  
| SIMC    | Nazwa   | Rodzaj    |
| ------- | ------- | --------- |
| 0164300 | Glinki  | część wsi |
| 0164316 | Plon    | część wsi |
| 0164322 | Wygoda  | część wsi |
| 0164339 | Złotowo | część wsi |

W latach 1975–1998 wieś administracyjnie należała do województwa gdańskiego.
Siedzibą sołectwa Gostomie, w którego skład wchodzą również Glinki, Plon, Wygoda i Złotowo (łącznie 30.06.2014 liczyło 169 mieszkańców i zajmowało 1165,34 ha).
W 1935 roku w miejscowości Gostomie, u stóp wzniesienia zwanego Łysą Górą, powstała Pomorska Szkoła Szybowcowa LOPP. Szkołę zlikwidowano w 1950 r. po zajęciu "Łyski" przez wojsko i przystosowaniu jej na stację radarową z olbrzymim bunkrem. 
Funkcję sołtysa nieprzerwanie od początku funkcjonowania gminy Kościerzyna pełni Ryszard Mański.